# Умай, Мехмет Фуат
Мехмет Фуат Умай (тур. Mehmet Fuat Umay; 24 февраля 1885, Кыркларели — 1 июля 1963, Стамбул) — турецкий врач и политик; основатель Агентства по защите детей (Çocuk Hizmetleri Genel Müdürlüğü) в 1921 году. Окончил среднюю школу в Эдирне и медицинский факультет Стамбульского университета в 1910 году; принимал участие в Первой Балканской войне, а в августе 1913 года стал городским врачом в Кыркларели; член Великого национального собрания Турции с 1920 по 1950 год.

## Работы
- Fuad Umay. Cumhuriyetin kuruluş yıllarında bir devrimci doktorun anıları. — Basım 1. — İstanbul: Türkiye İş Bankası, 2003. — 177 с. — ISBN 978-975-458-480-6.